# Shahrestān di Masjed Soleyman
Lo shahrestān di Masjed Soleyman (farsi شهرستان مسجد سلیمان) è uno dei 26 shahrestān del Khūzestān, in Iran. Il capoluogo è Masjed-e Soleyman. Lo shahrestān è suddiviso in 2 circoscrizioni (bakhsh):
- Centrale (بخش مرکزی)
- Andika (بخش اندیكا)